# 永遠 (ZARDのアルバム)
『永遠』（えいえん）は、ZARDの8枚目のオリジナルアルバム。規格品番はJBCJ-1021。

## 概要
オリジナルアルバムでは過去最多の13曲が収録され、総収録時間が初めて1時間を超えた。全13曲の内、カップリング含めてシングル曲が9曲、作詞提供曲のセルフカバーが1曲であったため、アルバムオリジナルの新曲は3曲のみである。また、このアルバムから1曲ごとにバックコーラス、ギター、キーボードなどのバックバンドの一部が歌詞カードの後ろに表記されるようになった。
「Don't you see!」「君に逢いたくなったら…」が、セレクションアルバム『ZARD BLEND 〜SUN&STONE〜』に収録されたため、オリジナルアルバム未収録となった。
初回特典の8cmボーナスディスクには、ピチカート・ファイヴの小西康陽プロデュースによる「Can't take my eyes off of you」が収録されている。ジャケットにはフランスのイラストレーターである、フローランス・デガの絵画を使用。同封のはがきで応募すると、1999名に抽選で30cmのLP盤がプレゼントされた。その後、2万枚限定でインディーズから発売。なお、オリコンチャートではこのアナログ盤がシングルとして50位を記録しているため、シングルの連続トップ10記録は30thシングルの『痛いくらい君があふれているよ』からの計算になっている。2005年にファンクラブ会員限定で無料配布されたアルバム「ZARD WHAT RARE TRACKS!-ZARD Edit-」内にこの曲が再録された。2010年に洋楽カバーコンピレーションアルバム「Christmas Non-Stop Carol」は葉山たけしによるリアレンジが収録される。

## 制作
コンポーザーには織田哲郎、栗林誠一郎といったおなじみのメンバーをはじめ、大野愛果、北野正人など多くの新人を起用。
坂井泉水は、発売時に当作品の全収録曲のライナーノーツを「NO.」や各音楽雑誌などに寄せており、当作品のタイトルについて、「自分達の音楽が永遠にスタンダードになれば、との思いを込めた」と語っている。
1999年2月20日に放送された「COUNT DOWN TV」において、「永遠」の坂井泉水本人の肉声によるコメントとレコーディングの様子を撮影したVTRが放送された。これが生前唯一の「COUNT DOWN TV」出演となった。しかしながら、VTRは坂井の死後に公開された映像の中で、「雨に濡れて」のレコーディング時のものであることが確認されている。またこの時に放送された「I feel fine, yeah」の音源は、アルバムに収録された音源とは別ミックスの音源である。

## 記録
オリジナルアルバムではZARD最後のミリオンセラーとなった。
同年にベストアルバム『ZARD BEST The Single Collection 〜軌跡〜』と『ZARD BEST 〜Request Memorial〜』が発売され、そのベストアルバムと共に『第14回日本ゴールドディスク大賞』のロック・アルバム・オブ・ザ・イヤーを受賞した。
初週61.3万枚、累計115万枚を売り上げた。

## 収録曲
| 全作詞: 坂井泉水。 |                                                     |           |            |            |      |
| #                  | タイトル                                            | 作詞      | 作曲       | 編曲       | 時間 |
| 1.                 | 「永遠」                                            | 坂井泉水  | 徳永暁人   | 徳永暁人   | 3:46 |
| 2.                 | 「My Baby Grand 〜ぬくもりが欲しくて〜」            | 坂井泉水  | 織田哲郎   | 池田大介   | 4:09 |
| 3.                 | 「WAKE UP MAKE THE MORNING LAST〜忘れがたき人へ〜」 | 坂井泉水  | 福山廣也   | 古井弘人   | 3:55 |
| 4.                 | 「Brand New Love」                                  | 坂井泉水  | 綿貫正顕   | 徳永暁人   | 5:13 |
| 5.                 | 「運命のルーレット廻して」                          | 坂井泉水  | 栗林誠一郎 | 池田大介   | 5:15 |
| 6.                 | 「遠い星を数えて」                                  | 坂井泉水  | 栗林誠一郎 | 徳永暁人   | 5:06 |
| 7.                 | 「新しいドア 〜冬のひまわり〜」                     | 坂井泉水  | 北野正人   | 古井弘人   | 6:02 |
| 8.                 | 「GOOD DAY」                                        | 坂井泉水  | 綿貫正顕   | 池田大介   | 5:09 |
| 9.                 | 「I feel fine, yeah」                               | 坂井泉水  | 三好誠     | 古井弘人   | 3:41 |
| 10.                | 「少女の頃に戻ったみたいに」                        | 坂井泉水  | 大野愛果   | 池田大介   | 5:38 |
| 11.                | 「息もできない」                                    | 坂井泉水  | 織田哲郎   | 葉山たけし | 4:34 |
| 12.                | 「風が通り抜ける街へ」                              | 坂井泉水  | 織田哲郎   | 徳永暁人   | 4:38 |
| 13.                | 「フォトグラフ」                                    | 坂井泉水  | 徳永暁人   | 徳永暁人   | 4:02 |
| 合計時間:          | 合計時間:                                           | 合計時間: | 合計時間:  | 61:08      |      |

## 楽曲解説
1. 永遠
  - 22ndシングルの表題曲。初期出荷のシングルバージョンではなく、途中からミックスがモノラルになる（増版されたシングルでも同一のものが収録されている）。バックコーラスが全員外国人である。ニューヨークでもミックスダウンが行われ、坂井泉水はライナーノーツで「インターネットで音源が届いた時は鳥肌がたった」と振り返っている。
2. My Baby Grand 〜ぬくもりが欲しくて〜
  - 23rdシングルの表題曲。何回もレコーディングの過程でリミックスを試みていたシングル曲だが、最終的にシングルと同一のものを収録している。坂井自身が詞、曲、アレンジ全てを気に入っている曲の1つでもある。
3. WAKE UP MAKE THE MORNING LAST〜忘れがたき人へ〜
  - ストリングスやホーン（金管楽器）が使われている。2016年発売のベストアルバム『ZARD Forever Best 〜25th Anniversary〜』にも収録。
4. Brand New Love
  - WANDSに提供した「Brand New Love」のセルフカバー。原曲よりハードロックなアレンジとなっている。このバージョンではWANDSのボーカル・和久二郎（当時）もコーラスに参加している。最後の方で坂井によるラップが入る。アルバム発売時に制作されたビデオクリップでは、WANDSバージョンでのクリップでも使用された、蒼い稲妻のCGを中央に配し、坂井泉水本人が手で払いのける動きと稲妻の動きを組み合わせた映像を使用していた（映像自体はDon't you see!のニューヨークで撮影されたときのものである）。
オリジナルカラオケの音盤化はされていなかったが、2018年5月16日発売「ZARD CD＆DVD COLLECTION　第32号　Today is another day」の付属CDにて初音盤化された。
5. 運命のルーレット廻して
  - 25thシングルの表題曲。最後のところがフェードアウトしていないアルバムバージョン。『名探偵コナン』オープニングテーマ。
6. 遠い星を数えて
  - 21stシングル「風が通り抜ける街へ」のカップリング曲。編曲の徳永暁人がソプラノサックスを演奏している。
  - 坂井のお気に入り曲であり、1999年の船上ライブでも歌われ、2001年発売『ZARD BLEND II〜LEAF & SNOW〜』にもシークレットトラックとして収録。
  - 2021年にはSARD UNDERGROUNDがカバーした楽曲がMBS系列「西荻窪 三ツ星洋酒堂」主題歌に起用されたこともあり、2025年発売『ZARD Best Request 〜35th Anniversary〜』では投票35位で収録された。
7. 新しいドア〜冬のひまわり〜
  - 26thシングルの表題曲。後にday after tomorrowのギターとなる北野正人が作曲した。元々はアルバム用の曲だったが、タイアップが決まり先行シングルとして発売された。
8. GOOD DAY
  - 27thシングルの表題曲。「新しいドア 〜冬のひまわり〜」との同時発売。シングルでは入っていなかった、作曲者の綿貫正顕による追加のギター、ピアノの伴奏の変更などのアルバムバージョンが収録された。ギターは綿貫がこのレコーディングのために「Virgo 29 Freated Guitar」で[2]、2011年の追悼ライブ「What a beautiful memory 〜forever you〜」でもこのギターとアンプを使用し演奏披露した[3]。2016年発売の『ZARD Forever Best 〜25th Anniversary〜』にはシングルバージョンで収録。
9. I feel fine,yeah
  - アップテンポな仕上がり。rumania montevideoの三好誠がZARDに初めて楽曲を提供。コーラスには同バンドのボーカルである三好真美も参加している。ライナーノーツでは、「真面目な詞が多かったので、ハジケてみました」と語っている。
10. 少女の頃に戻ったみたいに
  - 25thシングル「運命のルーレット廻して」のカップリング曲。イントロにDIMENSIONの小野塚晃によるピアノソロが追加されたアルバムバージョン。大野愛果がはじめてZARDに提供した楽曲。2007年の追悼ライブ「What a beautiful memory」ではこのバージョンで披露され、大野愛果がピアノで演奏した。
  - 名探偵コナン映画主題歌だったこともあり、人気は非常に高い（1999年発売『ZARD BEST 〜Request Memorial〜』では投票33位で未収録も、2008年発売『ZARD Request Best 〜beautiful memory〜』では投票2位で2007年ライブバージョンが収録。2025年発売『ZARD Best Request 〜35th Anniversary〜』でも投票26位で原曲が収録）。2016年発売の『ZARD Forever Best 〜25th Anniversary〜』でも原曲が収録されている。
11. 息もできない
  - 24thシングルの表題曲。このアルバムで唯一の葉山たけしの編曲。T-BOLANの五味孝氏がギターで参加している。このアルバム用にいくつかミックスを変えたものが制作されたが、最終的にシングルと同一のものが収録された。
12. 風が通り抜ける街へ
  - 21stシングルの表題曲。
13. フォトグラフ
  - 1999年に開催された船上ライブでも歌われた。
  - 1999年4月1日に放送された読売テレビ系・日本テレビ系スペシャルドラマ「刑事たちの夏」のエンディングテーマに使用された（しかしエンドロールで、作曲：織田哲郎と誤表記された）。
  - 1999年発売『ZARD BEST 〜Request Memorial〜』では投票37位で未収録も、2008年発売の『ZARD Request Best 〜beautiful memory〜』投票20位でランクインし、同じ徳永暁人によるリアレンジを施されて収録された。

### 初回特典CD
1. CAN'T TAKE MY EYES OFF OF YOU
フランキー・ヴァリによる1967年のヒットナンバーのカバー。洋楽のカバーは坂井泉水名義では数曲あるが、ZARDでは唯一となる。アレンジはピチカート・ファイヴの小西康陽、アコーディオンでcobaが参加している。
2. CAN'T TAKE MY EYES OFF OF YOU ~readymade wizard mix short cuts~

## 参加ミュージシャン
ZARD
- 坂井泉水：Vocal (全曲)、Voices (#2,5)、Rap (#4)

Guest Musicians
- 生沢佑一：Voices (#3,4,5,8,11)
- 川島だりあ：Voices (#2,4,8,11)
- 大田紳一郎：Voices (#3,6,7,8)
- 伊藤工：Voices (#3,4,9,11)
- 岩切玲子：Voices (#5,9,10,11)
- 村上恭太郎：Voices (#3,11,12)
- 高原由妃：Voices (#2,11)
- MARY：Voices (#1)
- SUZZY：Voices (#1)
- MIKE WASHINGTON：Voices (#1)
- KENJI MASUHARA：Voices (#3)
- 坪倉唯子：Voices (#5)
- 和久二郎：Voices (#4)
- YOKO Black. Stone：Voices (#6)
- 伊東たけし：Voices (#7)
- 三好真美：Voices (#9)
- 大野愛果：Voices (#10)
- 徳永暁人：Rhythm Guitar (#4)、Additional Guitars & Bass (#1,4,6,12,13)、Soprano Sax (#6)、Voices (#2,13)
- 綿貫正顕：Rhythm Guitar (#8)、Guitar Solo (#4,8)、Additional Guitars (#11)、Voices (#4)
- 鈴木英俊：Additional Guitars (#2,5)、Rhythm Guitar (#8)
- 三好誠：Additional Guitars (#5,9)、Voices (#9)
- 大賀好修：Additional Guitars (#3,7)
- 葉山たけし：Additional Guitars (#11)
- 五味孝氏：Additional Guitars (#11)
- 古井弘人：Acoustic Piano (#9)
- 小野塚晃：Introduction Acoustic Piano (#10)
- 池田大介：Acoustic & Electric Piano (#10)
- 篠崎ストリングス：Strings Section (#1)
- 平井志郎：Trumpet (#3)
- 松永英也：Trombone (#3)
- 中里奈月：Horn (#3)
- 佐藤桃：Tuba (#3)
- 馬江尚子：Violin (#3)
- 小杉まりさ：Violin (#3)
- 小川敦子：Violin (#3)
- 小野智尋：Violin (#3)
- 村田真紀子：Cello (#3)
- 水野奈美：Cello (#3)
- 安田まゆ：Cello (#3)
- 森谷佳奈：Cello (#3)